# Романов, Владимир Иванович (генерал)
Влади́мир Ива́нович Рома́нов (род. 20 мая 1953 года) — командующий войсками Уральского регионального командования внутренних войск МВД России (2000—2009), генерал-лейтенант, советник губернатора — вице-премьер Правительства Свердловской области (2010—2016), кандидат исторических наук, профессор.
С 7 февраля 2011 года являлся избранным войсковым атаманом Оренбургского войскового казачьего общества, казачий генерал до 2025 года 

## Биография
Родился 20 мая 1953 года в деревне Насоново (ныне в составе города Камышлов) Камышловского района Свердловской области, в казачьей семье. Отец — фронтовик. Мать всю жизнь проработала на железной дороге.
Завершив обучение в средней школе, поступил в Саратовское военное училище войск МВД СССР им. Ф. Э. Дзержинского, после окончания которого в 1973 году проходил службу на Дальнем Востоке в должности заместителя командира роты.
В 1981 году поступил в Военную академию имени М. В. Фрунзе, после окончания которой, с 1984 года, служил командиром батальона, командиром полка, начальником штаба дивизии. Полк, в котором служил Романов, охранял коммуникации на строительстве Байкало-Амурской магистрали.
С 1995 года — командир дивизии, с 1997 — первый заместитель Командующего войсками Восточного военного округа внутренних войск МВД России.
С 1995 по 2006 годы принимал участие в боевых действиях на территории Чеченской республики.
С 2000 по 2009 год занимал должность командующего войсками Уральского округа внутренних войск МВД России (1 января 2008 года округ был преобразован в Уральское региональное командование внутренних войск МВД России).
Окончил Уральскую академию государственной службы.
В 2010 году назначен советником губернатора Свердловской области, по совместительству вице-премьером Правительства области (до 2016 года). Должность советника Губернатора сохраняет за собой по настоящее время.
На общевойсковом круге Оренбургского войскового казачьего общества 30 октября 2010 года избран на должность атамана Оренбургского войскового казачьего общества и утверждён в этой должности Указом Президента РФ от 7 февраля 2011 года № 151.
Повторно переизбирался 2 ноября 2013 года и 28 февраля 2019 года.
Заведует кафедрой геологии и защиты в чрезвычайных ситуациях Уральского государственного горного университета.
По инициативе Владимира Ивановича силами военнослужащих внутренних войск построен храм в честь Всех Святых в Земле Сибирской Просиявших в селе Меркушино, где жил святой Симеон Верхотурский. В этом храме В. И. Романов принял крещение 24 сентября 2005 года.

## Награды
Государственные:
- орден «За военные заслуги»;
- орден Почёта;
- медали ордена «За заслуги перед Отечеством» I и II степеней;
- медаль Жукова;
- медаль «300 лет Российскому флоту»;
- медаль «В память 850-летия Москвы»;
- медаль «За строительство Байкало-Амурской магистрали»;
- медаль «60 лет Вооружённых Сил СССР»;
- медаль «70 лет Вооружённых Сил СССР».

Ведомственные:
- медаль «За воинскую доблесть» (МВД);
- медаль «За боевое содружество» (МВД);
- медаль «За укрепление боевого содружества» (Минобороны России);
- медаль «За боевое содружество» (ФСБ);
- медаль «200 лет МВД России» (МВД);
- медаль «200 лет Министерству обороны» (Минобороны России);
- медаль «За верность долгу» (ГФС);
- медаль «За содружество во имя спасения» (МЧС);
- медали «За безупречную службу» (МВД СССР) I, II и III степеней;
- нагрудные знаки «За отличие в службе» (ВВ МВД России) I и II степеней;
- нагрудный знак «За верность долгу» (МВД);
- нагрудный знак «За заслуги» (МЧС);
- знак отличия «За заслуги в защите информации» (ФСТЭК).

Общественные:
- медаль «За службу на Северном Кавказе»;
- медаль «Участник боевых действий на Северном Кавказе»;
- медаль «Участнику контртеррористической операции на Кавказе».

Конфессиональные:
- орден Святого благоверного князя Даниила Московского III степени.

## Семья
В. И. Романов женат. Имеет дочь и двух внуков и одну внучку.